# European Journal of Inorganic Chemistry
European Journal of Inorganic Chemistry (абревіатура: Eur. J. Inorg. Chem.) —  рецензований науковий журнал, який видає Wiley-VCH від імені Chemistry Europe з 1998 року. Журнал присвячено публікаціям у галузях неорганічної хімії та фізико-неорганічної хімії. Виходить тричі на місяць. 
У 1998 році наступні європейські хімічні журнали були об'єднані в European Journal of Organic Chemistry та European Journal of Inorganic Chemistry:
- Chemische Berichte – згодом Chem. Berichte – Recueil
- Recueil des Travaux Chimiques des Pays-Bas – згодом Liebigs Annalen – Recueil
- Bulletin des Sociétés Chimiques Belges
- Bulletin de la Société Chimique de France
- Gazzetta Chimica Italiana
- Anales de Química
- Chimika Chronika
- Revista Portuguesa de Química
- ACH-Models in Chemistry

Імпакт-фактор у 2019 році становив 2,529. Згідно зі статистичними даними ISI Web of Knowledge, цей імпакт-фактор ставить журнал на 16 місце з 45 журналів у категорії Неорганічна та ядерна хімія.

## Дивитися також
- European Journal of Organic Chemistry
- Verleger Wiley